# Samuel Greig
Samuel Greig, in russo Samuil Karlovich Greig (Самуил Карлович Грейг), (Inverkeithing, 30 novembre 1736 – Tallinn, 15 ottobre 1788), fu un ammiraglio russo di origine scozzese.

## Biografia
Entrò nella marina da Guerra britannica molto giovane e si mise presto in luce per la sua preparazione in materia di marina e per il suo zelo e l'attenzione con la quale compiva i suoi doveri, qualità che gli fecero presto raggiungere il grado di tenente, aprendogli una brillante carriera. Quando la Russia chiese al governo britannico l'invio di alcuni ufficiali con il compito di migliorare il livello della Marina imperiale russa, il tenente Greig fu scelto per primo. Le sue qualità furono subito notate dalle autorità russe e presto egli venne nominato capitano.

## La battaglia di Chesma

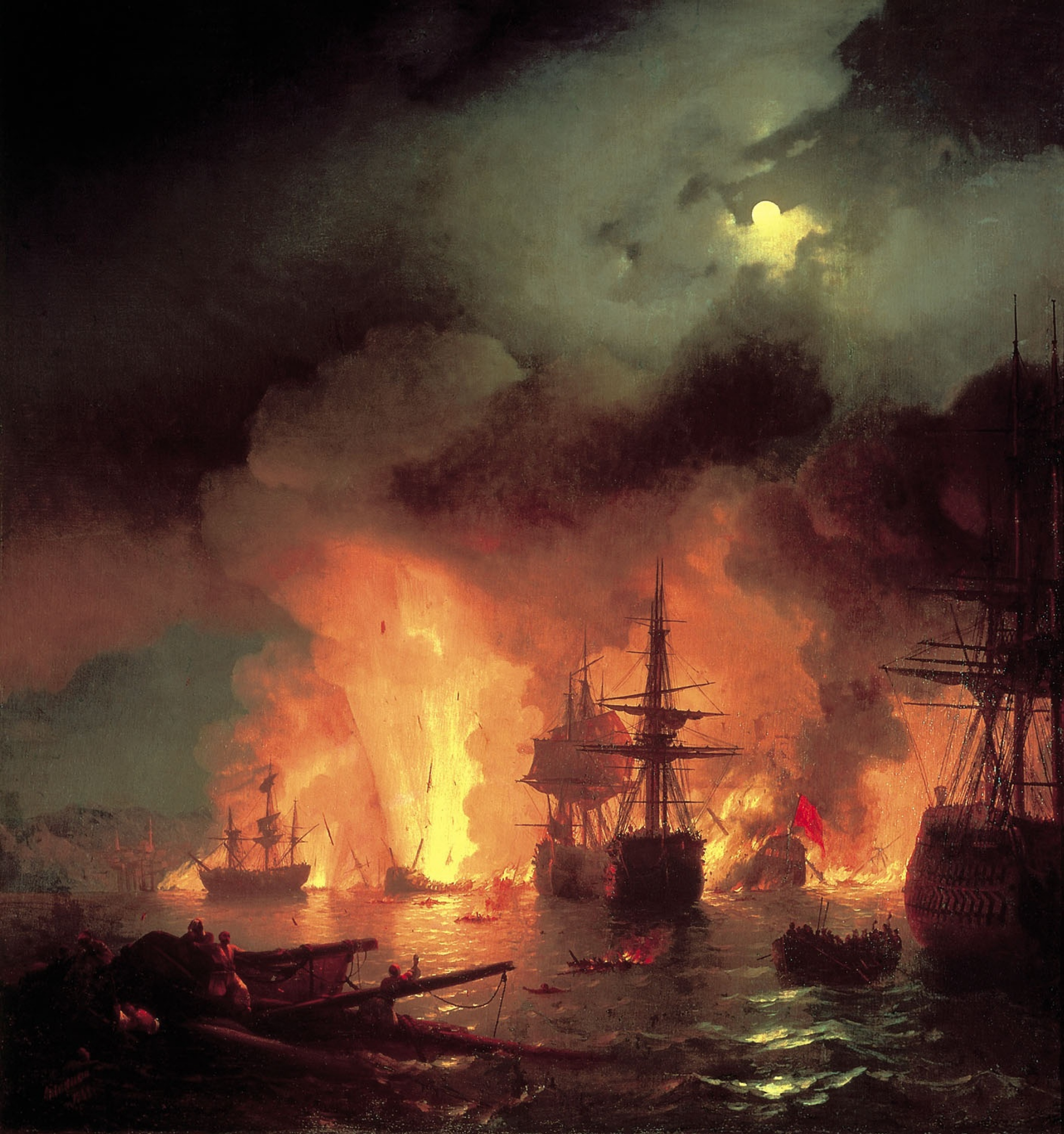
Battaglia di Chesma, di Ivan Aivazovsky.

Quando poco tempo dopo scoppiò la guerra fra Russia e Turchia Greig venne inviato, nel 1770, con la flotta comandata dal conte Alexey Orlov e dall'ammiraglio Grigory Spiridov, nel mediterraneo. La flotta turca, forte di circa 15 vascelli più alcune fregate e galee, si scontrò con quella russa, decisamente inferiore per numero di navi, nove vascelli e tre fregate, presso la Baia di Chesma. Dopo un aspro combattimento, la flotta turca si ritirò all'interno della baia, ove poteva contare sul fuoco delle batterie turche di terra. Nonostante la posizione di forza assunta dalla flotta turca, il comandante russo era deciso ad attaccare ancora quella turca e possibilmente a distruggerla con le sue navi.
All'una di mattino il capitano Greig si portò sul nemico con le sue navi e riuscì a distruggere quelle turche. Greig, coadiuvato in questa occasione da un altro ufficiale britannico, il tenente Drysdale, che agiva ai suoi ordini, iniziò lo scontro a fuoco con le proprie mani. Questo pericoloso incarico (Drysdale si tuffò in mare e nuotò fino alla propria imbarcazione) fu portato a termine sotto un tremendo fuoco turco con l'incombente rischio di venire distrutti dall'esplosione delle proprie navi.
La flotta russa, sull'onda di questo successo, attaccò le batterie turche poste sulla riva e alle nove del mattino era rimasto ben poco sia della città turca che delle sue fortificazioni e della flotta. Questa impresa fruttò a Greig, cui era stato assegnato il grado di commodoro per comandare le cannoniere che aveva utilizzato, il grado di ammiraglio, conferitogli dal conte Orlov e successivamente confermato dalla stessa imperatrice di Russia.
La pace fra le due potenze seguì a breve, ma le circostanze non diminuirono l'importanza dei servigi per svolgere i quali Greig venne impiegato dal governo russo. Egli continuò instancabile a cercare di migliorare il livello della Marina imperiale russa, rivedendone il codice di disciplina ed infondendo con l'esempio in ogni settore di sua competenza, uno spirito combattivo che portò la Marina russa a livello delle più forti marine da guerra europee di allora.
Questi servigi furono pienamente apprezzati dall'imperatrice, che oltre a promuoverlo ammiraglio lo nominò anche governatore di Kronštadt. Nel 1782 divenne membro della Royal Society.

## La fine

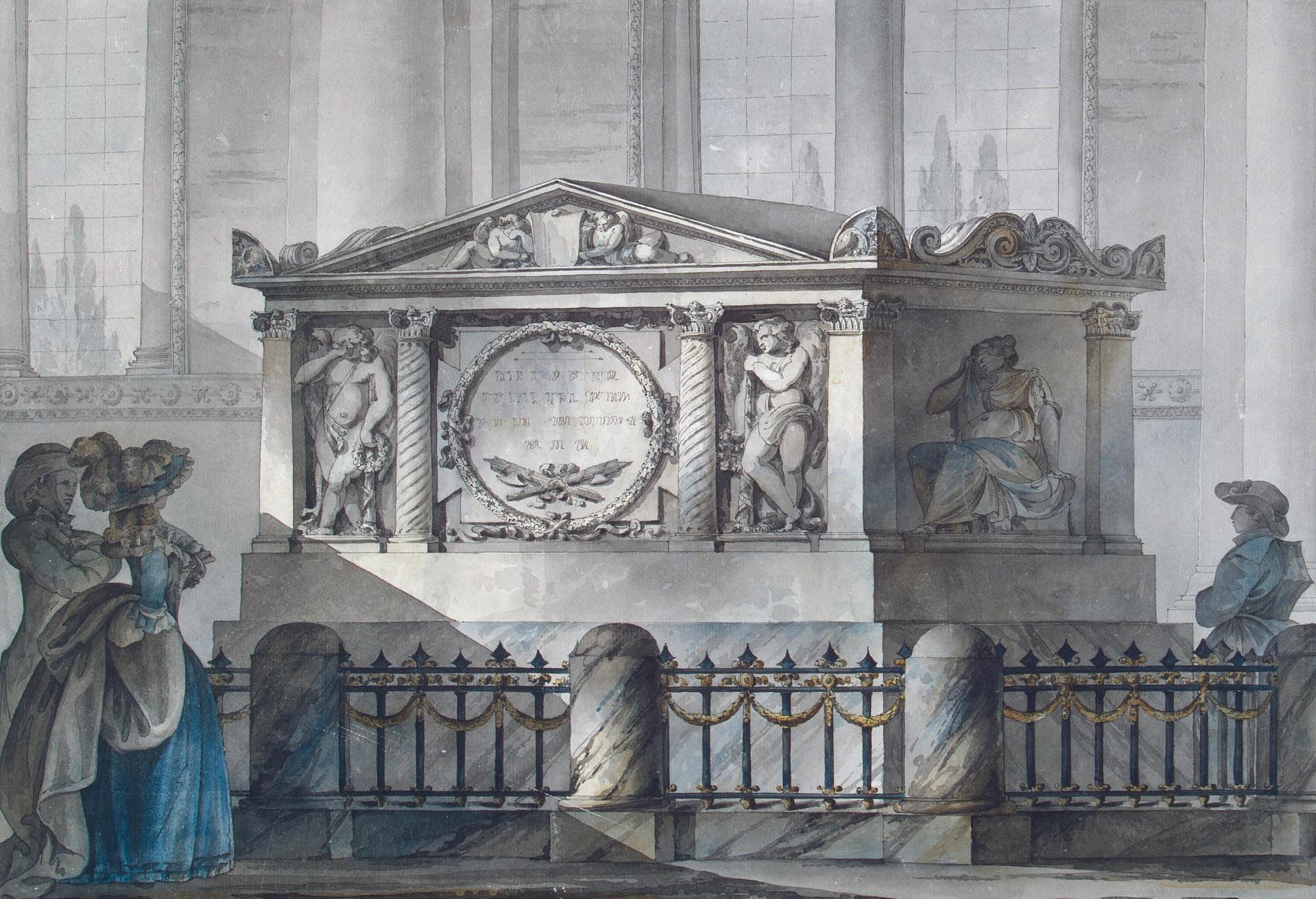
Disegno della tomba di Greig, di Giacomo Quarenghi.

L'ammiraglio Greig si distinse successivamente nella  Guerra russo-svedese dal 1788 al 1790. Egli infatti bloccò la flotta svedese in porto mentre egli viaggiava trionfante nel mare aperto. Parecchi giorni dopo aver vinto la battaglia di Hogland, egli fu colpito da un violento attacco febbrile, dovette essere trasportato a Tallinn, ma morì a bordo della sua nave, la Rostislav, dopo pochi giorni di malattia.
Il suo funerale venne celebrato nella cattedrale di Tallinn con gran pompa e magnificenza.
Per alcuni giorni prima che fosse inumata, la sua salma restò esposta nel salone dell'ammiragliato e quindi fu celebrato un funerale con carrozza a sei cavalli coperti da paramenti neri e seguita da una gran folla con concorso di nobili, membri del clero, ufficiali della marina e dell'esercito di ogni grado, vestiti in alta uniforme, e fu salutata da salve di cannone sparate dalle navi della flotta.

## Famiglia

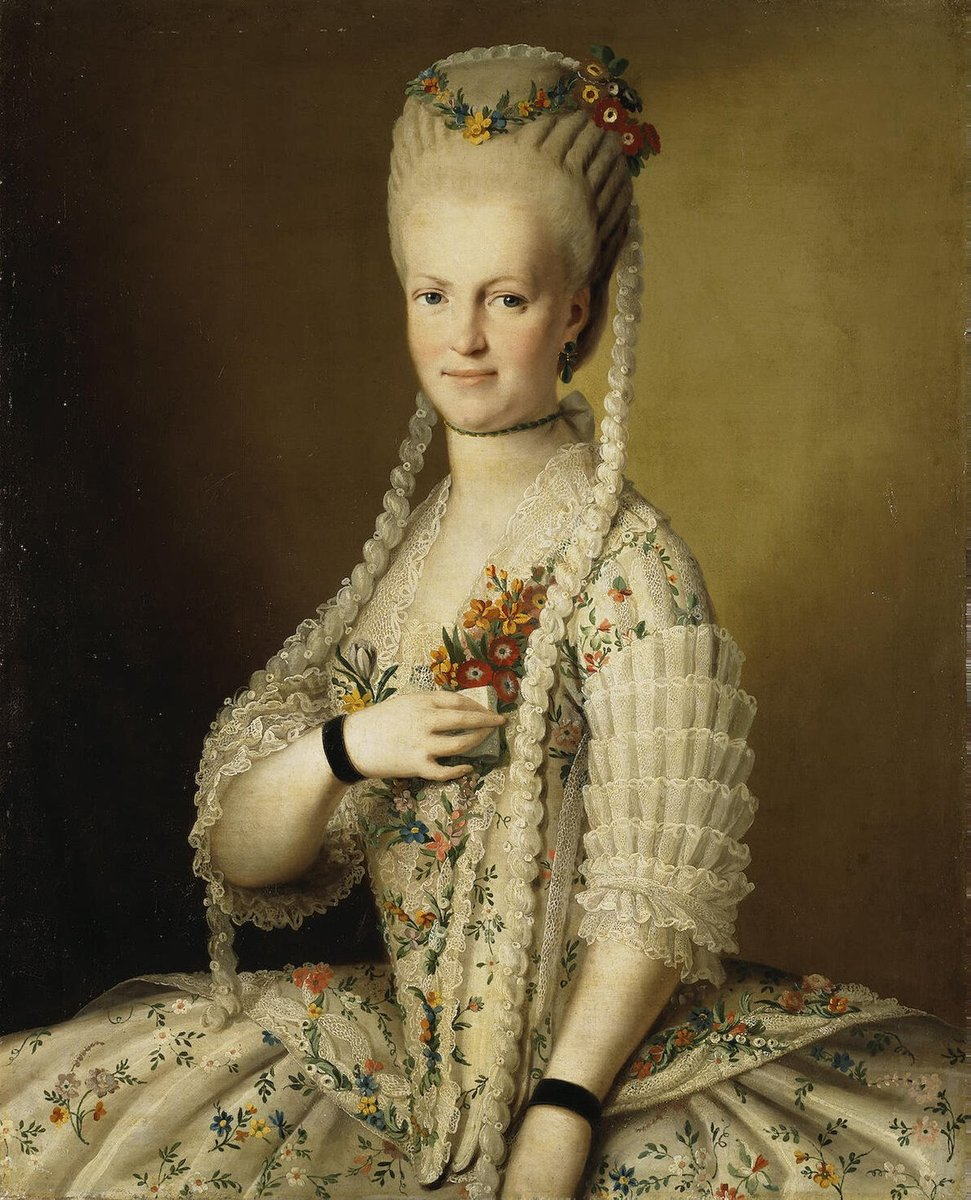
Sarah Cook, moglie di Samuel Greig

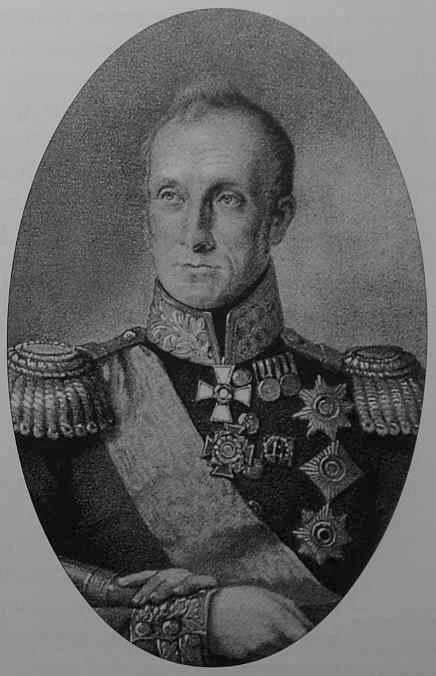
Alexey Samuilovich Greig, Ammiraglio, figlio di Samuel Greig

Samuel Greig sposò Sarah Cook (1752–1793), figlia di Alexander Cook. Ebbero sette figli:
- Aleksej (1775-1845)
- Ivan Samuilovič (1776-1802)
- Samuil Samuilovič (1778-1807)
- Evgenij Samuilovič
- Evdok'ja Samuilovna (1783-?)
- Karl Samuilovič (1785-?)
- Charlotte Samuilovna

Il figlio Aleksej, divenne anch'egli ammiraglio della Marina imperiale russa e Consigliere privato e Cavaliere di tutti gli ordini imperiali russi.
Un altro figlio, Samuil, divenne console russo a Londra e sposò una lontana cugina scozzese, Mary Somerville, che fu matematica e polimata.
Un altro figlio, Ivan, viaggiò a lungo in Cina ma non divenne famoso.
Il nipote diretto Samuil Alekseevič Greig (1827-1887), divenne Ministro delle Finanze della Russia dal 1877 al 1880. Tenente generale, partecipò alla difesa di Sebastopoli durante la guerra di Crimea ed è sepolto nel Cimitero luterano di Smolenskoe a San Pietroburgo.